# Кока (лепёшка)
Кока (исп. Coca, каталанское произношение: [ˈkokə], западный каталанский: [ˈkokɛ]) — выпечка, лепёшка и изделия на её основе, которые изготавливают и потребляют в Каталонии, Арагоне, Валенсии, на Балеарских островах, в Андорре и французской Каталонии.

## Этимология
Каталонское слово coca происходит от германского слова koek со времён Каролингской империи, и имеет те же корни, что и английское cake и немецкое Kuchen. То же слово со схожим значением («торт») существует в окситанском языке: còca.
Существует мнение, что кока была изобретена благодаря использованию хлебного теста, которое не поднялось. Вместо того, чтобы выбрасывать это тесто, хозяйки готовили его на плоской основе, подслащивали и подавали на десерт.

## Виды коки
Кока — это практически любая закуска или выпечка на основе хлеба. Его размер может варьироваться от 5 см до 1 метра.
Есть много разных видов коки, но выделяют четыре основных вида: сладкие, пикантные, закрытые и открытые. Все они в качестве основного ингредиента используют тесто, которое затем дополняют. Это тесто может быть сладким или соленым. Если сладкое, добавляю яйца и сахар, а если несладкое — дрожжи и соль. Что касается начинки, то на побережье обычно популярны рыба и овощи, в то время как на материке распространены фрукты, орехи, сыр и мясо. Некоторые виды коки могут быть как сладкими, так и солеными (обычно это смесь мяса и фруктов).
Существуют различные презентации:

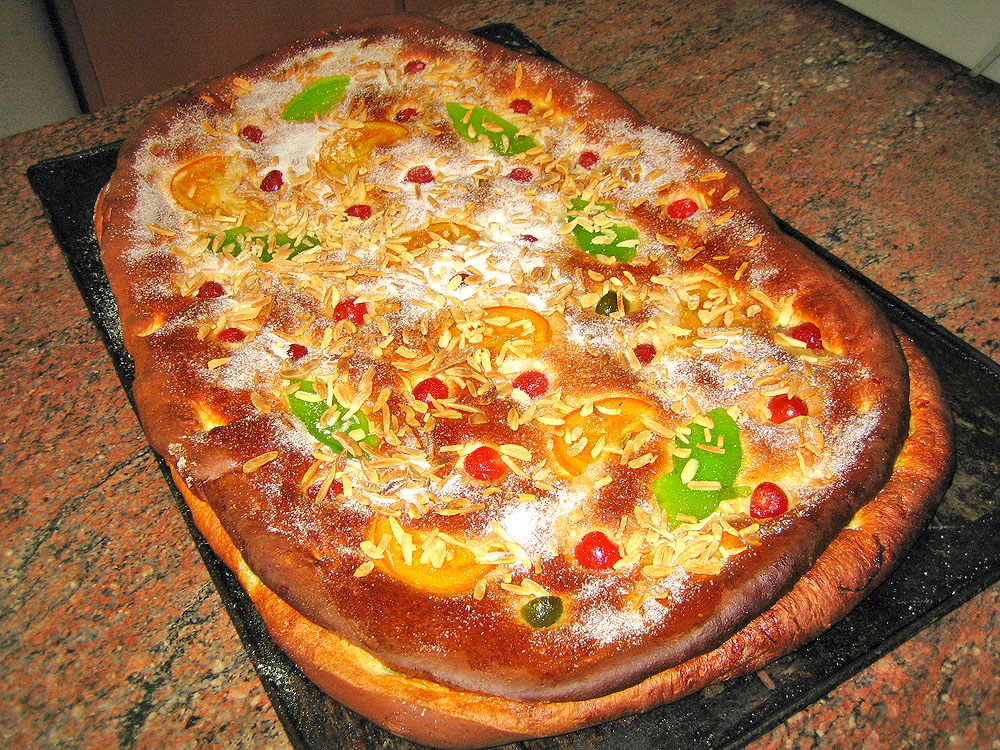
Сладкая каталонская Coca de Sant Joan ко Дню Святого Хуана с фруктами и орехами

- закрытая кока: пирог или выпечка с начинкой.
- открытая кока: архетипическая кока, образованная кондитерской основой и топпингом.
- кока с отверстием.
- обычная кока: кока без начинки, подаётся во время еды. Немного похоже на мексиканские тако.

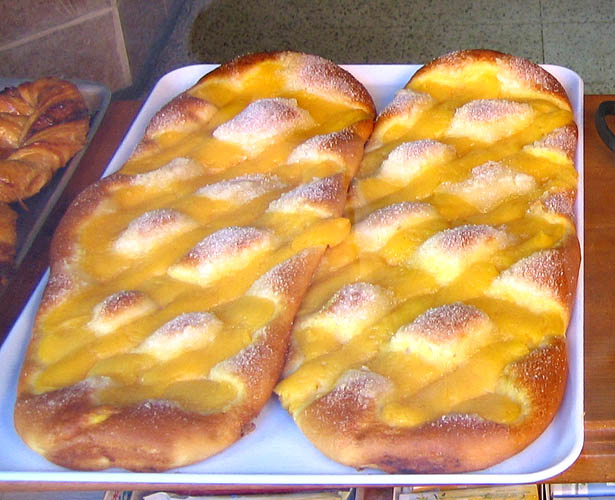
Кока с каталонским кремом

## Популярные рецепты
Среди длинного списка разновидностей наиболее распространенными являются:
- Coca de recapte пикантная кока с множеством различных ингредиентов, обычно включающая колбасу и овощи, широко популярная.
- Coca de trempó с Майорки и Балеарских островов.
- Coca de Sant Joan сладкая кока, наиболее типичная для Каталонии, которую едят на Ла-Ретелла-де-Сан-Хуан, канун Дня Святого Иоанна (Хуана).
- Coca de llanda из окрестностей Валенсии.
- Coca de xulla, часто называемая coca de llardons, с беконом и другими мясными продуктами, типичными для любой горной местности.

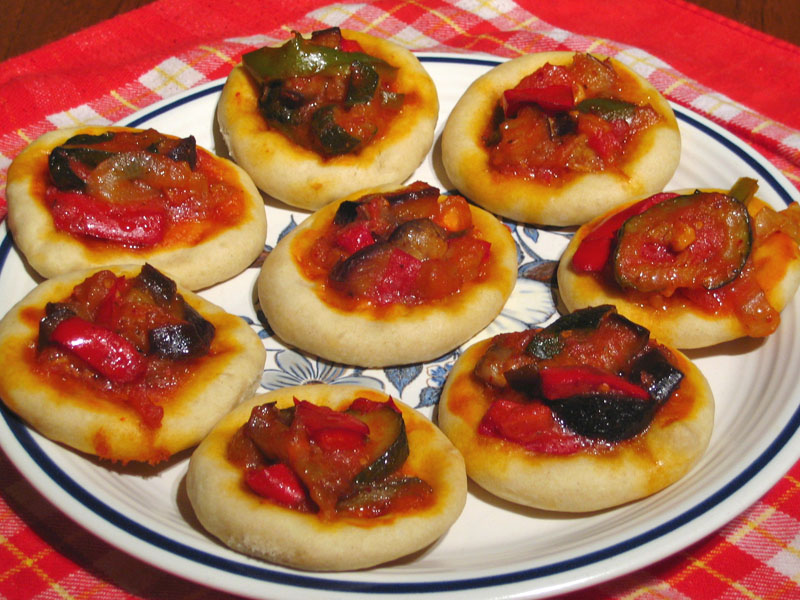
Coca de mullador — валенсийский пикантный вариант коки

## Праздники
«Кока (…) прочно связана с традициями нашей страны». Кока — блюдо, распространенное среди богатых и бедных, это основополагающая часть каталонской кухни .
В Каталонии кока имеет прямое отношение к местным festa или празднику.
Принято покупать или готовить коку во время праздников, особенно во время Пасхи (Pasqua), Рождества (Nadal) и кануна Дня Святого Иоанна (la revetlla de Sant Joan). Некоторые виды коки даже имеют имена святых, и их едят в день этого святого (например, Coca Saint John’s Coca, Coca de Sant Joan). Тем не менее, многие едят их без каких-либо религиозных или праздничных поводов.
The Coca de Recapte берут на пикник, поскольку «рекапт» — это своего рода пикник, обычно за городом.